# 雙斑多紀魨
雙斑多紀鲀，为輻鰭魚綱魨形目四齒魨亞目四齒鲀科的一種。

## 分布
本魚分布于西北太平洋區，包括日本、韓國、中國東海及黃海間的海域。

## 特徵
本魚體呈圓筒形，被覆由鱗片特化的細棘；口小。魚體背部墨綠色，且帶有不規則的白色斑紋，胸鰭基部及胸鰭上方各有一枚黑色圓斑，胸鰭、腹鰭、背鰭為黃色，尾鰭截形帶橘紅色，體長可達30公分。

## 經濟利用
非食用魚，生殖腺、血液、皮膚、內臟及肉皆具有河豚毒素。